# 白眉食蟲鶯
，是雀形目森莺科的一种鸟类，属于单型的斯氏森莺属（学名：Limnothlypis）。
斯氏森莺体重约18.9克，翼长约71.6毫米，喙宽度约3.4毫米，喙厚度约4.3毫米，嘴峰长约17.8毫米，跗蹠长约17.7毫米，尾长约49.6毫米。
斯氏森莺是候鸟，栖息在灌木林，它们是食肉动物，主要以昆虫、蜘蛛等陆生无脊椎动物为食。它们分布在美国东南部；冬季前往墨西哥东南部、伯利兹到危地马拉和西印度群岛越冬。